# Steatoda
Steatoda – rodzaj pająków z rodziny omatnikowatych (Theridiidae). Obejmuje ok. 120 gatunków, m.in.:
- S. bipunctata – zyzuś tłuścioch
- S. borealis
- S. capensis
- S. grossa
- S. iheringi
- S. hespera
- S. nobilis
- S. paykulliana
- S. triangulosa

Wiele gatunków z rodzaju Steatoda jest często mylonych z wdowami (rodzaj Latrodectus) i są określane jako fałszywe czarne wdowy. Jednakże gatunki Steatoda są znacznie mniej groźne dla ludzi. Steatoda wyglądem przypominają wdowy - z okrągłymi, baniastymi odwłokami. Jednak nie wszystkie gatunki Steatoda przypominają wdowy - wiele z nich ma odrębny koloryt i są znacznie mniejsze niż okazy Latrodectus. Niektóre gatunki Steatoda polują na wdowy, jak również na inne pająki, które są niebezpieczne dla ludzi.

## Galeria zdjęć

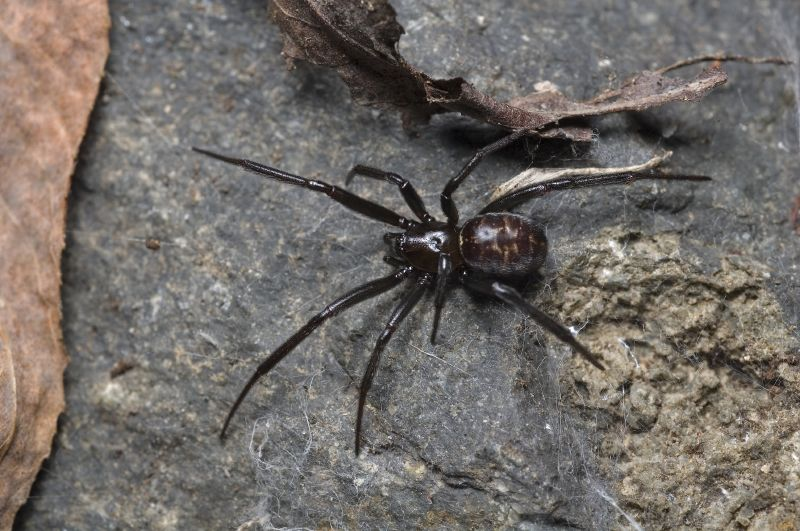
Steatoda capensis
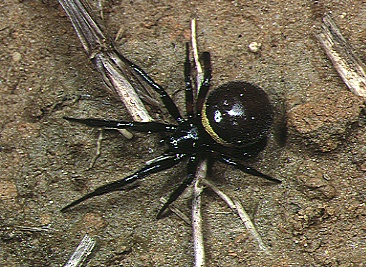
Steatoda cingulata
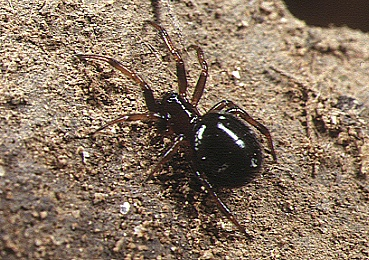
Steatoda erigoniformis
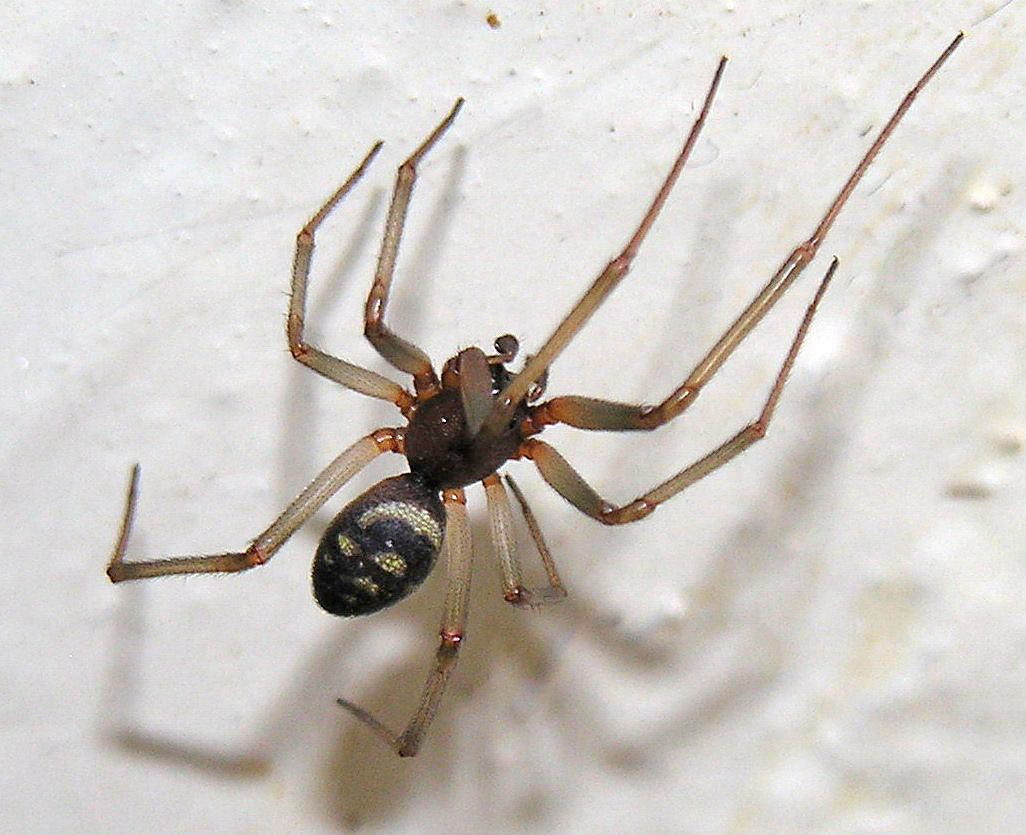
Steatoda grossa
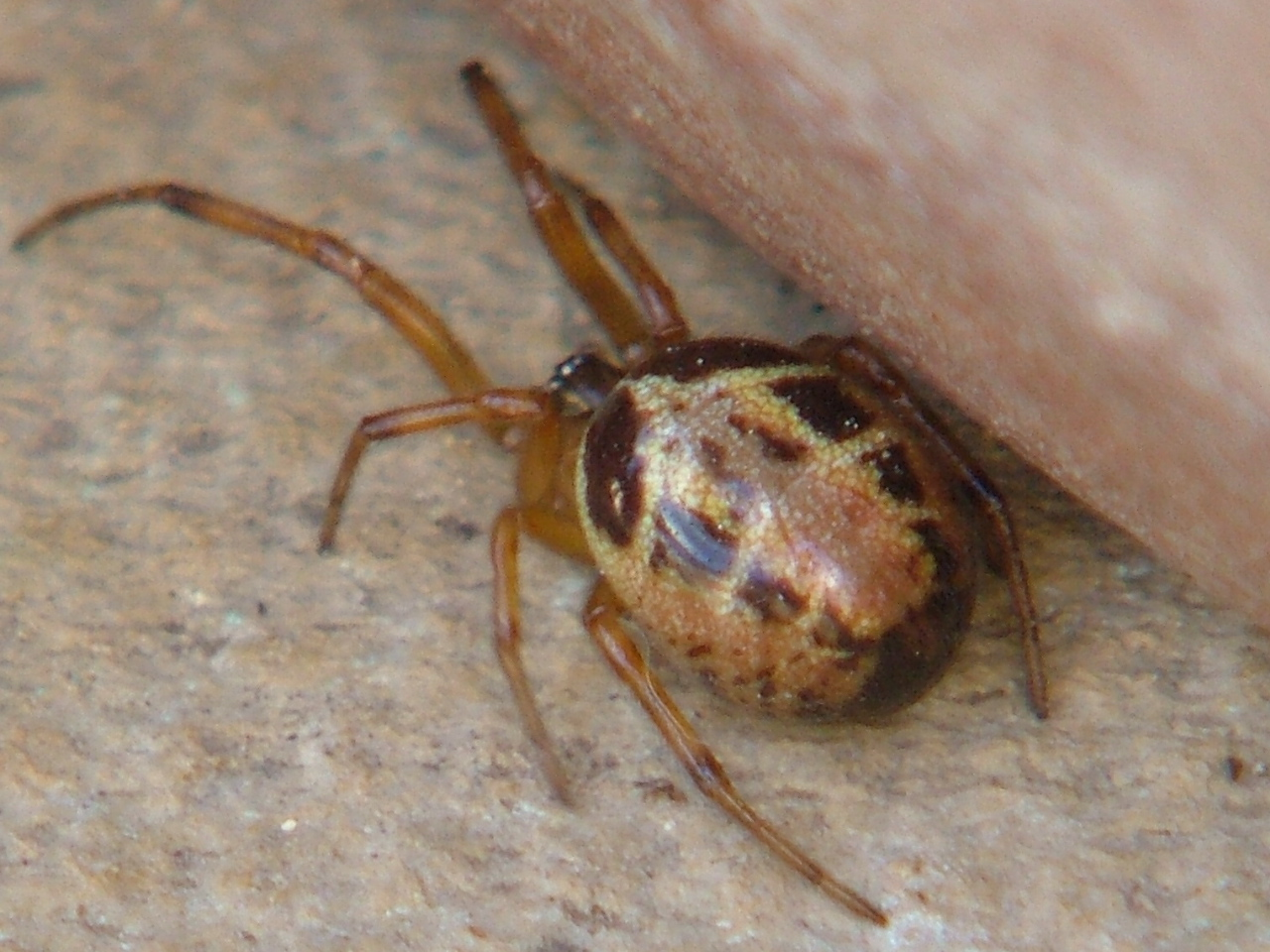
Steatoda nobilis
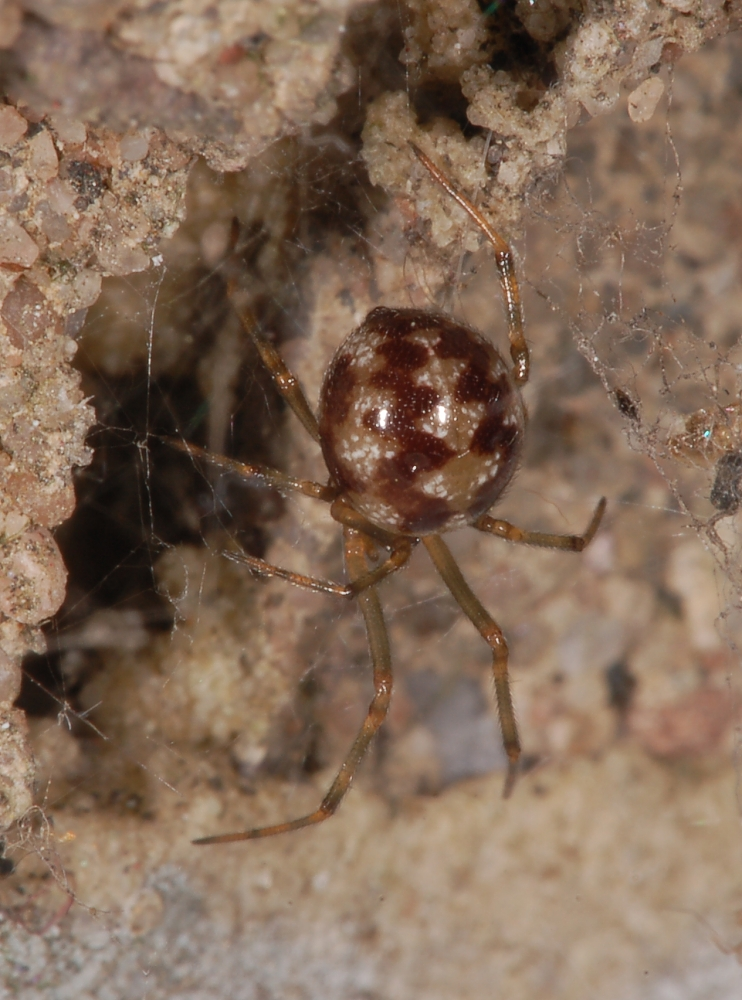
Steatoda triangulosa
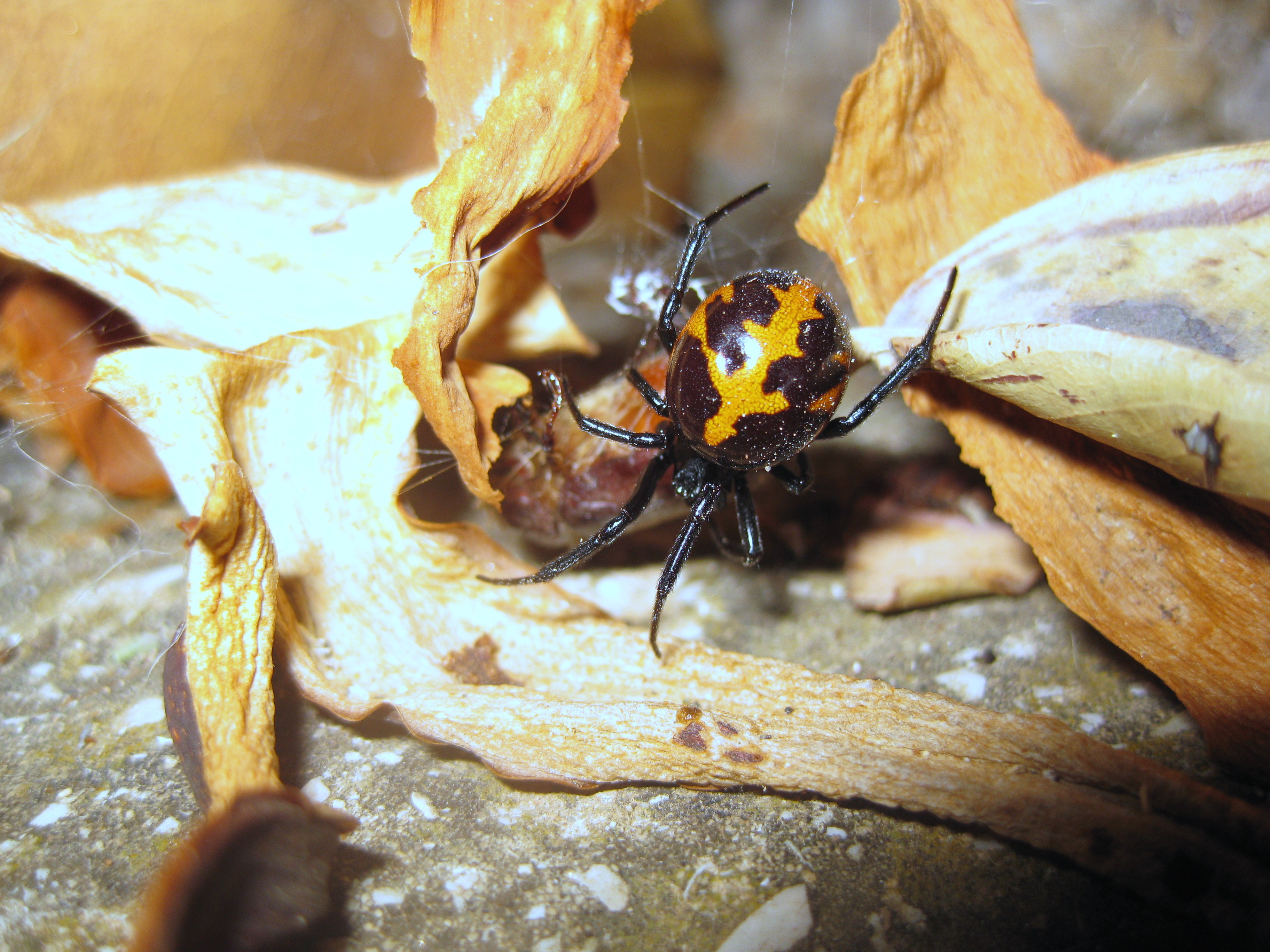
Steatoda paykulliana